# Республиканский кукольный театр Узбекистана
 Республиканский театр кукол (узб.  Respublika qo'g'irchoq teatri )  Ташкент Узбекистан.

## История театра
В1928 году была открыта кукольная студия «Петрушка» при первом в Средней Азии театре Юного зрителя, которую возглавлял Ташпулат Данияров. После 10 лет успешной работы с русским театром кукол при Дворце пионеров стала основой первой труппы Республиканского театра кукол.
Республиканский театр кукол был основан в конце 1939 года и располагался в православном храме расположенном на улице Карла Маркса в Ташкенте. Первым спектаклем был «Большой Иван» С. Образцова и С. Преображенского, поставленный И. Лиозиным, Н. Рахимовым и М. Ефимовым. В 1979 году театр переехал в новое здание, которое было построено на проспекте Космонавтов. В момент переселения театру исполнилось 40 лет.
В театре расположен музей кукол, где собраны экспонаты со всего мира. В музее были представлены куклы из дерева и кожи, яванские куклы,  марионетки из Бирмы. Одним из достояний музея стал «Палван» — узбекский национальный герой начала XX века.
Театр 30 лет состоял в Международном союзе деятелей кукольных театров (УНИМА). Кукольный театр посетил многие страны мира с гастролями, где ставил спектакли на родном языке государства. Театр побывал в таких странах как Германия, Франция, США, Болгария, Турция, Южная Корея, Египет, Индия, Афганистан, Пакистан, Бирма и Россия.
Совместно с Государственным театром кукол города Габрово были поставлены такие спектакли как «Солнечный мальчик» М. Асенова, режиссер Н. Колев, «Белая сказка» В. Петрова, режиссер Н. Колев, «Симург» режиссер И. Якубов и «41 муха Ходжи Насреддина» режиссер М.Бабаджанов.
В 1993 году с приходом Шамурата Юсупова в театре осуществляется постановка «Хасан — искатель счастья» Е.Сперанского, которая удостоилась приза «За лучший спектакль года» на четвертом Республиканском фестивале в Андижане.
В репертуаре театра было более 20-и пьес на основе знаменитых классических сказок: «Золушка», «Золотой Ключик» режиссер М.Бабаджанов,  «Огненный клинок», «Волшебная лампа Аладдина»,  «И снова Андерсен» и других.

### Достижения театра
- Республиканский Кукольный театр становился неоднократным победителем Республиканских фестивалей.[4]
- В 1999 году получил Международную награду «За высокий профессионализм и эстетическое воспитание юных поколений» в городе Мехико.
- Спектакль «Семург» был награждён специальной премией Министерства культуры СССР на 1 фестивале театров кукол Средней Азии.
- «Алдар Косе» был награждён дипломом «Всесоюзного фестиваля театрального искусства народов СССР».[5]
- «Хасан — искатель счастья» Е.Сперанского получает приз «За лучший спектакль года» на четвертом Республиканском фестивале в г. Андижане.

## Гастроли и международные проекты «Республиканского Кукольного театра»
2003 год – Второй Международный фестиваль театров кукол имени С.В. Образцова в Москве: спектакль «И снова Андерсен….» Д. Юлдашевой. 
Этот спектакль был отобран на 6-й Международный фестиваль “Арт-Визит” в городе Краснодаре.
2004 год – Спектакль «И снова Андерсен….» открыл краснодарский фестиваль театров кукол.
2014 год — Международный фестиваль в Каире: Концерт «Ассалом, Навруз!» М. Ашуровой.
2004 год —Фольклорный фестиваль в Пакистане: Концерт «Ассалом, Навруз!» М. Ашуровой.

## Труппа[значимость факта?]
В театре работают 2 труппы: узбекская и русская.

| - Ташпулат Данияров - Р. Л. Ананьева (директор) - Е. Г. Подгурская (художник-скульптор) - А. С. Семикова (мастер по изготовлению кукол) - М. Н. Гердт (балетмейстер) - И. Р. Якубов (главный режиссер) - В. Г. Акудина (главный художник) - М. Л. Бабаджанов (режиссер и актёр) - Т. А. Махрамов (режиссер и актёр) - М. Н. Гулянова (актриса) - В. М. Грязнова (режиссер и актриса) - Л. В. Волкова - Ю. Ю. Трахтерова - А. М. Арбенин - Б. В. Сахновский - Н. Зайнутдинов - Ф. Шейном - В. Иогельсеном - Л. Хаитом - И. Я. Вальденберг - Д. В.Ушаков - Б. В. Челли - Г. А. Визель - Р. В. Левицкий - Н. А. Бачурин - Ш. Юсупов - Т. Данияров - З. Исхакова - М. Рахматуллаева - Н. Зайнутдинов - А. Саидалиев - Г. Хорошавцева - Г. Прокофьева - Н. Устюгина - Ф. Ходжаев - А. Мирзагиязов - В. Юсупова - В. М. Грязнова - К. Н. Яковлева - А. С. Юлинская |

## Спектакли
- «Чертова мельница» И.Штока
- «12 стульев» И. Ильфа и Е.Петрова
- «Прелестная Галатея» Б. Гадора и С. Дарваша
- «Гурий Львович Синичкин» В. Дыховичного и Л.Слободского
- «И смех, и слезы, и любовь» В. Полякова
- «Голый король» Е. Шварца
- «Даврон» Я. Бабаджанова
- «Приключения Фатимы» Н. Хабибуллаева
- «Бир чигитдан - минг чигит» Н. Розимухамедова
- «Фархад и Ширин» А. Навои
- «Белая сказка» В. Петрова
- «Симург»
- «41 муха Ходжи Насретдина»
- «Солнечный мальчик» М. Асенова
- «Таинственная свирель» М. Халила
- «Волшебная серна» А. Кабулова
- «Бычок - острые рожки» Р. Фархади
- «Остров волшебных букв» Х. Имонбердыева
- «Улыбнись» Айхон
- «Проделки Майсары» Хамза
- «И снова Андерсен» Д. Юлдашевой

## Примечание
1. ↑  Республиканский Театр Кукол. Afisha.uz. Дата обращения: 11 апреля 2016. Архивировано 20 апреля 2016 года.
2. ↑  Министерство Культуры УзССР. Республиканский Театр Кукол. — Ташкент: ЦК Компартии УзССР, 1989. — С. 16.
3. ↑  Кукольный театр Узбекистана - Республиканский Театр Кукол. puppettheatre.ru. Дата обращения: 11 апреля 2016. Архивировано из оригинала 19 апреля 2016 года.
4. ↑  Республиканский Кукольный Театр. Театры Ташкента. История и описание. Дата обращения: 11 апреля 2016. Архивировано 5 апреля 2016 года.
5. ↑  Республиканский Кукольный Театр. welcomeuzbekistan.uz. Дата обращения: 11 апреля 2016. Архивировано из оригинала 15 апреля 2016 года.